# Сарынов, Арбаб Нурумович
Арбаб Нурумович Сарынов (каз. Арбап Нұрымұлы Сарынов; 1899—1962) — видный советский партийный и государственный деятель СССР. Участник борьбы за установление и упрочение Советской власти в Туркестане и Казахстане. Член КПСС с 1918 года.

## Биография
Родился в 1899 году в г. Перовск (ныне город Кызылорда).
С 1918 по 1922 гг. Председатель Чрезвычайной комиссии и начальник особой части Туркестанского фронта. С 1922 по 1923 гг. Председатель уездного Совета Кызылорды. С 1923 по 1931 гг. Начальник Кзылординской областной конторы Госторг РСФСР.С 1931 по 1934 гг. учился в г. Москва Всесоюзной академии внешней торговли.
С 1934 по 1938 гг. Председатель Комитета заготовок Совнаркома СССР в Казахстане. 

С 1938 по 1940 гг. Нарком легкой промышленности Казахской ССР. 

С 1940 по 1942 гг. Нарком финансов Казахской ССР. 

С 1942 по 1943 гг. Нарком легкой промышленности Казахской ССР. 

С 1943 по 1962 гг. Председатель Алма-Атинского областного потребительского союза, Заместитель министра легкой промышленности Казахской ССР, занимал ответственные посты в сов. и хоз. органах республики.

18 января 1962 года скоропостижно скончался в г. Алма-Ата. Похоронен на Центральном кладбище города.

## Память
В Кызылорде в честь А. Сарынова названа улица и общеобразовательное учреждение.